# Isabela Moraes
Isabela Ferraz Pereira de Moraes (São Paulo, 5 de abril de 1980) é uma ex-nadadora brasileira de natação artística (antigo nado sincronizado).

## Biografia
Isabela de Moraes, que é cinco minutos mais velha que sua irmã gêmea Carolina, encontrou-se no natação artística por acaso. Aos oito anos, teve o primeiro contato com o esporte, impulsionada pela insistência da mãe para que ela e sua irmã praticassem alguma atividade. Após desistir do tênis, vôlei, ginástica e balé, Isabela optou pela modalidade.
Essa escolha revelou-se acertada. Após um ano de treinamento, em 1989, Isabela tornou-se campeã brasileira de dueto, ao lado de sua irmã. A partir desse ponto, os títulos passaram a ser uma rotina na vida da atleta.
Sob a orientação da técnica Andréa Curi, Isabela ganhou destaque em 1999. No Pan-Americano de Winnipeg, conquistou a medalha de bronze ao lado da irmã. O ponto alto de sua carreira foi no Pan-Americano de Santo Domingo, no ano anterior, quando Carolina competiu com o pé direito quebrado, e Isabela a levou em uma cadeira de rodas até a piscina, resultando na conquista da medalha de bronze.
Isabela participou de duas Olimpíadas, competindo em Sydney 2000 e Atenas 2004. Em ambas as ocasiões, ela e sua irmã alcançaram a 12ª colocação na competição de dueto.
Após se aposentar do esporte, Isabela também participou de espetáculos aquáticos. Em 2005, ela e sua irmã tiveram uma breve passagem pelo Cirque du Soleil. Em seguida, em 2006, ingressaram na Dragone, a companhia responsável pelo espetáculo em que Isabela continuou trabalhando por bastante tempo, mas a irmã saiu em 2010. Atualmente Isabela mora em Las Vegas e atua como entertainer freelancer. Ela também produz profissionalmente diversos tipos de pães que ela vende para fazendeiros no Arizona.

## Títulos
Jogos Pan-Americanos
- Bronze: 1999 (Winnipeg)
- Bronze: 2003 (Santo Domingo)[4][5]